# Муила
Муила  (фр. Mouila) — город в Габоне, административный центр провинции Нгуни и департамента Дуя-Онуа. Расположен около реки Нгуни и автодороги N1.

## Население и экономика

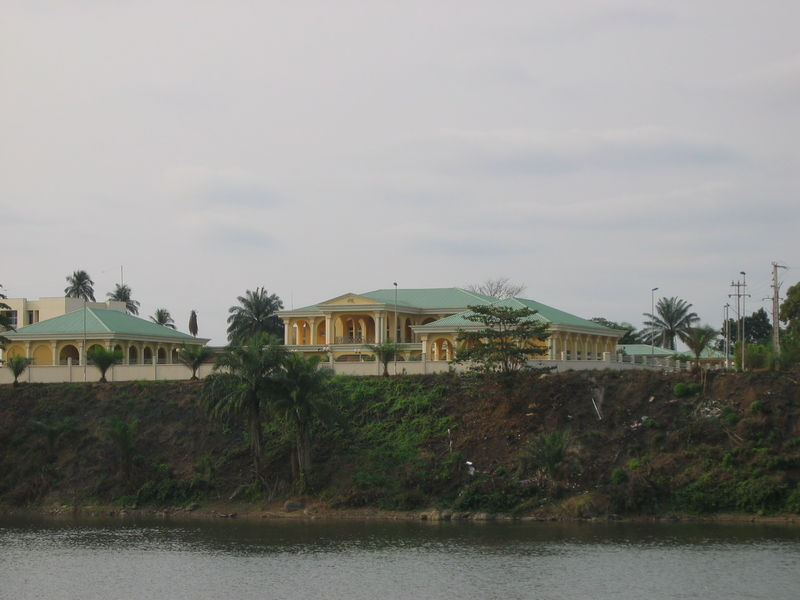

Население города — 20 000 человек. Главной его достопримечательностью является озеро Lac Bleu, которое славится своей ярко-голубой водой. Муила занимает сравнительно большую площадь и имеет несколько рынков и торговых центров. В городе работает такси.
В Муиле проживают представители разных этнических групп. Город является крупным торговым и туристическим центром. Из города такси развозят туристов в города Нденде, Чибанга, Ламбарене, Либревиль и Лебамба.

## Климат
| Показатель                    | Янв.  | Фев.  | Март  | Апр.  | Май   | Июнь | Июль | Авг. | Сен. | Окт.  | Нояб. | Дек.  | Год    |
| ----------------------------- | ----- | ----- | ----- | ----- | ----- | ---- | ---- | ---- | ---- | ----- | ----- | ----- | ------ |
| Средний суточный максимум, °C | 33,6  | 34,4  | 35,3  | 34,4  | 33,6  | 31,3 | 30,4 | 31,2 | 33,2 | 33,5  | 35,3  | 33,5  | 33,3   |
| Средняя температура, °C       | 27,4  | 27,8  | 28,4  | 27,9  | 27,3  | 25,0 | 23,4 | 24,5 | 26,0 | 27,0  | 28,4  | 27,4  | 26,7   |
| Средний суточный минимум, °C  | 21,2  | 21,3  | 21,5  | 21,3  | 21,1  | 18,6 | 16,5 | 17,7 | 18,8 | 20,5  | 21,5  | 21,3  | 20,1   |
| Норма осадков, мм             | 203,0 | 206,5 | 235,8 | 219,0 | 154,3 | 16,2 | 4,1  | 5,8  | 46,8 | 295,0 | 363,4 | 218,9 | 1967,8 |
| Источник: ,                   |       |       |       |       |       |      |      |      |      |       |       |       |        |

## Известные люди, родившиеся в Муила
- Франсуа Бозизе — президент Центральноафриканской Республики с 15 марта 2003 года.
- Пьер Мамбунду[англ.] — политик.
- Андре Рапонда Уокер[англ.] — антрополог и священник, работавший рядом с Муила в посёлке Сент-Мартен[2].